# グレッグ・バージ
グレッグ・バージ（Gregg Burge, 1957年11月14日 - 1998年7月4日）は、アメリカ合衆国のタップダンサー兼、振付師。
7歳からタップダンスを学び、1975年ニューヨークの舞台芸術の名門のフィオレッロ H.ラグラディア高校を卒業。17歳でジュリアード音楽院に進学するための奨学金を勝ち取る。
2度のドラマ・ディスク賞、1度のトニー賞主演男優賞にノミネートされ、2度フレッド・アステア賞に輝く。
彼が出演した主なミュージカルには、『ウィズ』、『コーラスライン』、『ソフィスティケイテッド・レディース』等がある。
またミュージックビデオの世界でも活動しており、レゲエバンド「Steel Pulse」のビデオや、ジェフリー・ダニエルと共にマイケル・ジャクソンの『Bad』（監督はマーティン・スコセッシ）の振付け等も行った。
副業としてロングアイランドでダンス教室を経営していたが、1998年脳腫瘍のため40歳という若さで死去した。